# Julius Jimenez Hugoson
Julius Jimenez Hugoson (* 8. Juni 2005 in Stockholm) ist ein schwedischer Schauspieler.

## Leben und Karriere
Hugoson wurde am 8. Juni 2005 in Stockholm geboren. Er spielte in den Filmen Sune i Grekland, Sune på bilsemester, Sune i fjällen die Hauptrolle. Von 2015 bis 2017 war er in der Fernsehserie Familjen Rysberg zu sehen. 2016 belegte Hugoson den dritten Platz in der schwedischen Version von Let's Dance Junior. Unter anderem trat Hugoson 2017 in dem Film Monky auf.

## Filmografie
- 2012: Sune i Grekland
- 2013: Sune på bilsemester
- 2014: Sune i fjällen
- 2015–2017: Familjen Rysberg (Fernsehserie)
- 2016: Let’s Dance Junior (Fernsehsendung)
- 2017: Monky